# Арынцас (приток Тартаса)
Арынцас — река в Новосибирской области России. Устье реки находится в 216 км по правому берегу реки Тартас. Длина реки составляет 58 км.

## Данные водного реестра
По данным государственного водного реестра России относится к Иртышскому бассейновому округу, водохозяйственный участок реки — Омь, речной подбассейн реки — Омь. Речной бассейн реки — Иртыш.